# Душа артистки
«Душа артистки» (фр. Âme d'artiste) — немой французский фильм 1924 года, снятый режиссёром Жермен Дюлак о жизни театральной богемы по мотивам пьесы «Opad!» датского поэта Кристиана Кнуда Фредерика Мольбека. В СССР фильм шёл с 1926 по 1930 год под названием «Поэт», «Та, которая больше страдает». Кинолента хранится в ГФФ и Французской синематеке.

## Сюжет
Актриса Элен — любовница богатого лорда. Она узнает, что в неё влюблён молодой драматург. Он хочет, чтобы она сыграла главную роль в его пьесе. Но он не известен, и театры отказываются ставить его сочинение. Актриса протежирует молодому человеку, и покровитель даёт денег на постановку его пьесы. Она спешит к поэту, но в это время разочарованный юноша решает отравиться газом. В последний момент героиня спасает его.

## В ролях
- Мейбл Пултон[англ.] — Элен Тейлор
- Иван Петрович[англ.] — Герберт Кэмпбелл
- Николай Колин — Моррис, приёмный отец Элен
- Иветт Андрейор[англ.] — Эдит Кэмпбелл, поэтесса
- Анри Ори[англ.] — лорд Стэмфорд
- Жанна Беранжер[англ.] — свекровь
- Феликс Барр — Филлипс, директор театра
- Джина Манес — актриса
- Шарль Ванель — актёр

## Художественные особенности
Эпизод предсмертных видений поэта снят с применением вытеснений и наплывов.